# Placówka Straży Celnej „Drahasymów”

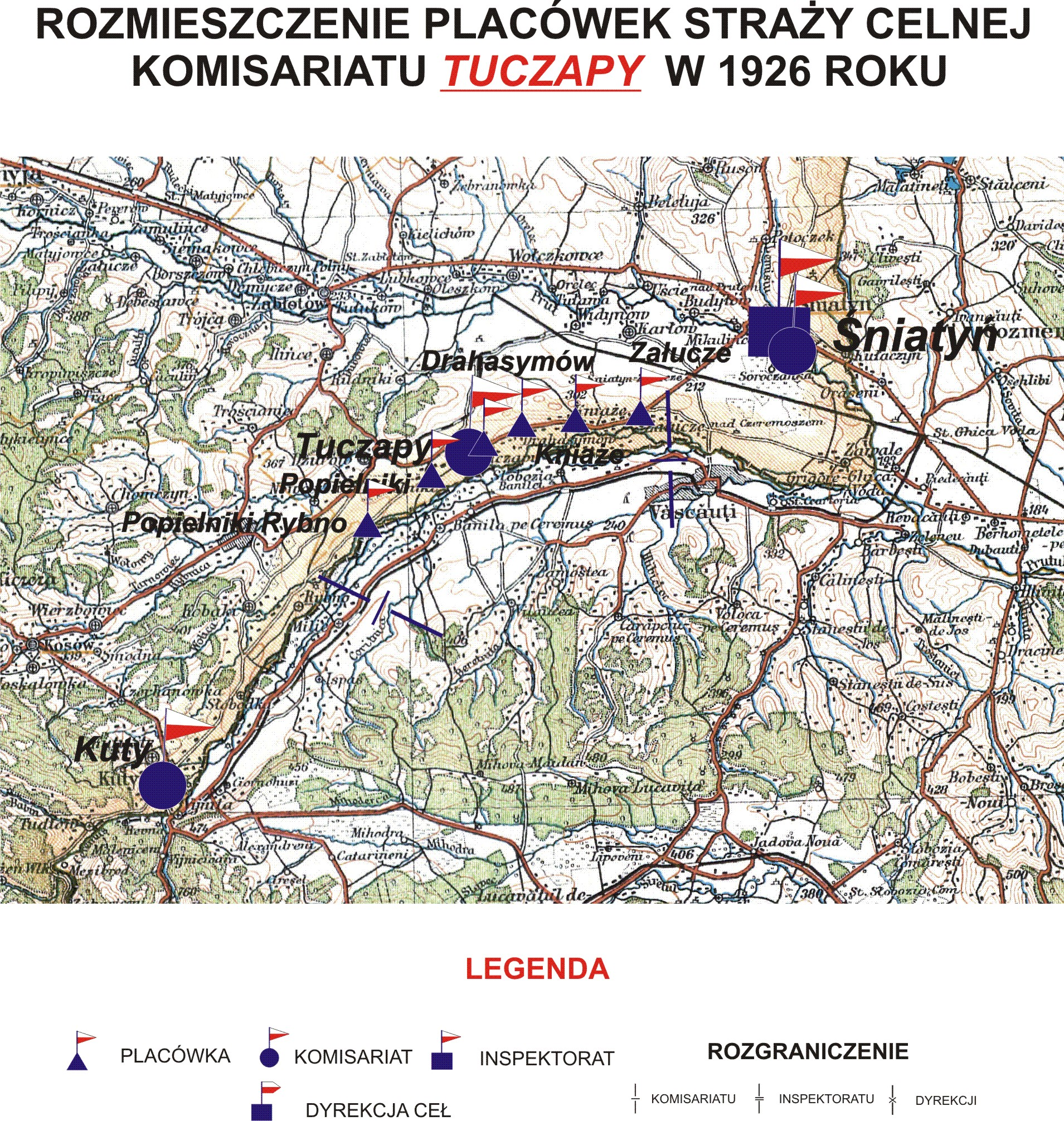
Rozmieszczenie placówek SC komisariatu Tuczapy w 1926 r.

Placówka Straży Celnej „Drahasymów” – jednostka organizacyjna Straży Celnej pełniąca w okresie międzywojennym służbę ochronną na granicy polsko-rumuńskiej.

## Formowanie i zmiany organizacyjne
Na wniosek Ministerstwa Skarbu, uchwałą z 10 marca 1920 roku, powołano do życia Straż Celną. Jednostki Straży Celnej rozpoczęły przejmowanie odcinków granicy od pododdziałów Batalionów Celnych. W 1921 roku w Śniatyniu stacjonował sztab 4 kompanii 11 batalionu celnego. Kompania wystawiała między innymi placówkę w Drahasymowie. Proces tworzenia Straży Celnej trwał do końca 1922 roku. Placówka Straży Celnej „Drahasymów” weszła w podporządkowanie komisariatu Straży Celnej „Tuczapy” z Inspektoratu SC „Śniatyn”.
W drugiej połowie 1927 roku przystąpiono do gruntownej reorganizacji Straży Celnej. W praktyce skutkowało to rozwiązaniem tej formacji granicznej. Ochronę północnej, zachodniej i południowej granicy państwa przejęła powołana z dniem 2 kwietnia 1928 roku Straż Graniczna.

## Funkcjonariusze placówki
Kierownicy placówki
| stopień    | imię i nazwisko, numer | okres pełnienia służby | kolejne stanowisko |
| ---------- | ---------------------- | ---------------------- | ------------------ |
| przodownik | Józef Nastek (20)      | był w 1926             |                    |

Obsada personalna placówki w 1926:
- przodownik Józef Nastek (20)
- strażnik Piotr Rzepka (618)
- strażnik Grzegorz Samsonowicz (1845)
- strażnik Feliks Orent (508)
- strażnik Jan Jedliński (496)
- strażnik Stanisław Wysocki (522)
- strażnik Jan Kapusta (445)
- strażnik Walenty Zieleziński (613)